# 鼓動 (GLAY)
《鼓動》為GLAY的第36張單曲，有發行台壓版。

## 簡介
- 鼓動是日本東映電影：大帝之劍的主題曲。
- GLAY的歌曲作為電影主題曲，從2000年的「迷惑/SPECIAL THANKS」以來相隔7年的時間，鼓動是GLAY的第3首日本電影主題曲。
- 到這張為止，連續3張共22張單曲獲得ORICON單曲榜冠軍。但是銷售量不到10萬張，累計銷售不到10萬張的單曲，從生存的勇氣以來相隔12年的時間。

## 收錄曲目
1. 鼓動
2. 我們的輸贏
3. 荊棘

## 收錄專輯
- LOVE IS BEAUTIFUL
- THE GREAT VACATION VOL.1 〜SUPER BEST OF GLAY〜
- rare collectives vol.4